# THE クイズギアファイト!!
THE クイズギアファイト!!は、1995年4月7日に港技研が開発し、セガが発売したゲームギア用ソフト。

## 概要
ゲームギア用ソフトでは唯一のクイズゲーム。1人用のストーリーモードと2人用の通信対戦モードが用意されている。
ストーリーモードでは、プレイヤーは「ハッカくん」と「アイコちゃん」のどちらか一方を選び、「クイズギアくーかん」と呼ばれる仮想空間を冒険する。途中、さまざまなキャラクターがクイズ対決を挑んできて、勝利すれば先へ進むことができる。通信対戦モードでは、対戦ケーブルをつないだ相手とクイズ対決をすることができ、このモードのみハッカくんとアイコちゃん以外のキャラクターも選択することができる。

## クイズのルール
- 問題はすべて4択の早押しクイズ。ただし、対戦するキャラクターによって出題形式が異なる。通信対戦モードでは、選択したキャラクターで出題形式が変化する。
- クイズ対決の画面中央にはライフボールが表示されており、制限時間内に相手より先に正解すれば相手側に移動させることができ、逆に正解されると自分側に移動する。最終的に相手側の陣地の一番端に押しやれば勝ち、逆に自陣に押しやられれば負けとなる。負けるとゲームオーバーとなるが、コンティニューの回数に制限はない。
- 右を押しながら2ボタンを3回押して答えを選ぶと、正解した場合に必殺技が発動し、通常の3倍相手側にライフボールを押しやることができる。しかし、不正解だった場合は自陣側へのライフボールの移動が3倍になってしまう。
- 1ボタンを押すとガード（パス）をすることができる。ガードをした問題は解答権がなくなるが、代わりに相手が正解してもライフボールが移動せず、必殺技を受けてもライフボールの自陣への移動を通常の正解時と同程度に抑えられる。一方で、相手が不正解だった場合は相手側にライフボールが移動する。ガードの回数に制限はないが、4回行う毎にライフボールが自陣に移動する。

## 登場キャラクター
ハッカくん・アイコちゃん
プレイヤーキャラクター。能力に差はない。
レッドくん・グリーンくん・イエローくん・ブルーくん・ピンクくん・パープルくん
タイトル画面などを飛び回るボール状のキャラクター。後述するレーザーネットワームのクイズにも登場する。
マウスくん
文章が全て表示される、いわゆる通常の文章問題が出題される。
CD-ROMくん
出題内容や問題に対する選択肢が4種類の絵で表示される。
ウィルスピクシー
文章問題が出題されるが、問題文が表示されるウインドウのバックが常時点滅していて読みにくくなっている。
Mr.バグ
バラバラにされている絵が何なのか当てるクイズが出題される。
戦士01
文章問題だが、表示された問題文は高速で表示され、すぐに消えてしまう。
怪獣ポリゴン
問題は文章で出されるが、選択肢は大きな絵で表示される。
レーザーネットワーム
左もしくは右の方向に通過していくボール状のキャラクターを見て、直後の問題で該当するものを答える。
グレートヘッドルーム
クイズギアくーかんのマスタープログラム。本作の最終ボス。今まで登場したキャラクターで用いられた出題形式のほか、文字が左右や上下に反転された文章問題が出される。